# Multioppia insulana
Multioppia insulana är en kvalsterart som beskrevs av Pérez-Íñigo 1982. Multioppia insulana ingår i släktet Multioppia och familjen Oppiidae. Inga underarter finns listade i Catalogue of Life.